# Де-Морген
Де-Морген (нід. De Morgen, укр. Ранок) — часопис у Фландрії. Рік заснування — 1978 року.
Головний редактор — Ів Десмет (нід. Yves Desmet).